# Trypogeus fuscus
Trypogeus fuscus är en skalbaggsart som beskrevs av Nonfried 1894. Trypogeus fuscus ingår i släktet Trypogeus och familjen långhorningar. Inga underarter finns listade i Catalogue of Life.